# Gazeta Polska (1929–1939)
Gazeta Polska – dziennik informacyjno-polityczny o orientacji pro-sanacyjnej, wydawany w latach 1929–1939 w Warszawie.

## Charakterystyka
Powstała z połączenia „Epoki” i „Głosu Prawdy”. Redaktorem naczelnym do 1931 roku był założyciel tytułu Adam Koc, potem do 1938 roku funkcję tę sprawował Bogusław Miedziński, a następnie Mieczysław Starzyński.
Do zespołu redakcyjnego i grona współpracowników należeli m.in.: Tadeusz Hiż, Ignacy Matuszewski (gł. publicysta polityczny), Marek Radzewicz, Kazimierz Smogorzewski, Jan A. Szczepański, Stanisław Wasylewski, Konrad Wrzos, Witold Ipohorski-Lenkiewicz, Zdzisław Stahl, Irena Obarska, Juliusz Kaden-Bandrowski, Kazimierz Wierzyński, Antoni Czyżewicz.
Należała do grona najpoważniejszych i najlepiej redagowanych gazet o zasięgu ogólnokrajowym. Politycznie związana była z tzw. grupą pułkowników, a po śmierci J. Piłsudskiego z otoczeniem Marszałka Polski Edwarda Rydza-Śmigłego i Obozem Zjednoczenia Narodowego. Decyzją płk. Adama Koca z dniem 9 grudnia 1937 „Gazeta Polska” została naczelnym organem prasowym OZN. W swoich poglądach propagowała idee ustroju autorytarnego i zaostrzenia kursu wobec opozycji.
Nakład w 1930 r. wynosił 15 tys., w latach 1937–1939 – 30 tys. egzemplarzy.
Gazeta Polska była fundatorem nowego trofeum Pucharu Gordona Bennetta, którego projektantem był prof. Szukalski. Ta statuetka była wręczana od XXXIV turnieju, który odbył się w 1936 roku.